# Berlanguella
Berlanguella is een geslacht van weekdieren uit de klasse van de Gastropoda (slakken).

## Soort
- Berlanguella scopae Ortea, Bacallado & Valdés, 1992